# Neonerita postsuffusa
Neonerita postsuffusa là một loài bướm đêm thuộc phân họ Arctiinae, họ Erebidae.